# Dzsikkjó Powerful Pro jakjú ’98 kaimaku-ban
A Dzsikkjó Powerful Pro jakjú ’98 kaimaku-ban baseball-videójáték, a Dzsikkjó Powerful Pro jakjú sorozat mellékjátéka, melyet a Diamond Head fejlesztett és a Konami jelentetett meg. A játék 1998. július 23-án jelent meg PlayStation otthoni videójáték-konzolra. Az előző két mellékjátékkal szemben a ’98 kaimaku-bannak nem jelent meg Sega Saturn-változata, azonban 1998. december 23-án Kettei-ban alcímmel megjelent egy szezonzáró kiadása, mely a sorozat első ilyen tagja volt.

## Áttekintés
A játék átvette az előző mellékjáték összes játékmódját, melyeket az először a játéktermi EX-ben szereplő hazafutásmóddal is kiegészítettek, így a ’98 kaimaku-ban a sorozat első kereskedelmi tagja, melyben szerepel ez a mód. A játékosok a hazafutás-módban visszavonult baseballozókat nyithatnak meg, akiket a csapatszerkesztőben beoszthatnak a Nippon Professional Baseball tizenkettő vagy egy a játékos által létrehozott csapatba. A ’98 kaimaku-ban a sorozat első tagja, mely támogatja az analóg karos irányítást.
A játék történetközpontú Success módjában a játékosok célja, hogy a középiskolai baseballjátékosát az iskola elvégeztével draftolja egy profi csapat. A középiskola neve nincs meghatározva, azt a játékos adhatja meg. A játékos az iskola baseballcsapatának erejét is meghatározhatja, azonban ez az 5-tel szemben nem befolyásolja a csapat játékoskeretét. A játékos azt is megadhatja, hogy a szereplője alsó-középiskolában melyik szakkör tagja volt, mely a kezdeti képességeire van hatással. A játékos szereplőjének kezdeti tudásszintje kiemelkedően magas a sorozat legtöbb játékával szemben, példának okáért, ha a játékos a cselgáncsszakkört választotta a játékosának, akkor annak egyből a második legmagasabb, azaz „B” szinten van az ütőereje.
A játékban számos bug található; a Success módban a játékos szereplőjét leszámítva mindenki jobbkezes ütőfelállásban áll ki az ütődobozba, még ha balkezesként is van bejegyezve, de számos visszavonult játékos mezszáma sem a valóságot tükrözi.

## Szereplők
Jabe Akio és Ikari Mamoru, a sorozat visszatérő szereplői rendkívül kevés szerepet játszanak ebben az epizódban; kizárólag akkor tűnnek fel, ha a játékos a harmadik év nyarának végén eljut a nemzeti bajnokság döntőjébe.

### Csapattársak
- Főszereplő

Első éves felső-középiskolai diák, akinek célja, hogy az iskola elvégeztével egy profi szinten játszó csapat draftolja.
- Arai Csúta (荒井忠太?)

A főszereplővel egyidős kiváló balkezes külső védő. Gyakran biggyeszti a „da jo” (〜だじょ) kifejezést a mondatai végére.
- Kitó (鬼頭?)

Elkapó és első védő pozícióban játszik. Kanszai nyelvjárásban beszél, és a főszereplővel egyidős. Ugyanabba az alsó-középiskolába járt, mint Arai. Ugyan a játék cselekménye előtt abbahagyta a baseballozást, azonban a főhős biztatására végül csatlakozik a baseballklubhoz. A 2000-ben is van egy ugyanilyen nevű szereplő, azonban nem tisztázott, hogy a két játékos ugyanaz a személy e.
- Hanaszaki (花崎?)

Első éves diák, aki az első év novemberének negyedik hetében a Pawafuru Középiskolából átiratkozik a főhős iskolájába. Dobójátékos, és a főszereplővel egyidős.
- Mocsizuki Cujosi (望月剛?)

Végzős elkapó és első védő, valamint a főhős csapatának kapitánya az első év áprilisa és augusztusa között.
- Nekota (猫田?)

Másodéves, aki Mocsizuki után, az első év szeptembere és a második év augusztusa között a főhős csapatának kapitánya. A futási sebességet leszámítva  minden téren jó játékosnak számít, az iskola  elvégezte után leigazolja egy profi szinten játszó csapat.
- Igarasi (五十嵐?)

Másodéves külső és első védő, aki a második év májusának második hetében úgy dönt, hogy kilép a baseballklubból, hogy egyetemi tanulmányaira összpontosíthasson.
- Takenoucsi (竹之内?)

A második évben csatlakozik a főhős csapatához, a főszereplőnél egy évvel alsóbb osztályba jár. Alsó-középiskolás korában Arai csapatának legfőbb riválisának számító csapatának kezdőjátékosa volt. Második és külső védő pozíciókban játszik, jól véd, pöcizik és a szemben lévő mezőre is jól üt.
- Mocsizuki Maszato (望月勝?)

Cujosi öccse, aki a harmadik évben csatlakozik a főhős csapatához, a főszereplőnél kettővel alsóbb osztályba jár. Minden egyes képessége kimagaslik a társaival szemben, rendkívül jó ütőjátékos, aki kifejezetten utálja, ha a bátyjához hasonlítják. Beállós és második védő pozíciókban játszik.
- Hajami (速水?)

A labdarúgóklub ászcsatára, aki egyben a klub leggyorsabb tagja is. Nem jön ki Gondával. A főhős meghívására csatlakozik a baseballklubhoz, ahol külső védőként játszik. A főszereplővel egyidős.
- Gonda (権田?)

A cselgáncsklub ásza, legerősebb tagja. Nem jön ki Hajamival. A főhős meghívására csatlakozik a baseballklubhoz, ahol első és harmadik védőként játszik. A főszereplővel egyidős.
- Szuzkava Aoi (涼川葵?)

A baseballklub menedzsere. A főszereplővel egyidős, akinek bizonyos feltételek teljesítése esetén a barátnője lehet.
- Janagava (柳川?)

A baseballklub felügyelője.

### Osztálytársak
- Okamura Takasi (岡村たかし?)

A főhős gyermekkori barátja. Vidám természetű, szeret karaokebárokba és játéktermekbe járni. Okamura Takasi japán komikusról mintázták.
- Tocuka (戸塚?)

A főhős osztályának legjobb tanulója. Ha a főhős gyengén teljesít a pályán, akkor azzal piszkálja. Szerelmes a főhősbe, aki viszont nem viszonozza ezt.

### Más csapatok játékosai
- Takimoto Taró (滝本太郎?)

A rivális Szeirjú Felső-Középiskola első védője és sluggere. A főhőssel egyidős.
- Hiszakata Rei (久方怜?)

A rivális Tacsibana Kereskedelmi Középiskola csapatának dobója. A főhőssel egyidős.
- Kageura (影浦?)

A rivális Reimei csapatának dobója. A főhőssel egyidős.
- Ikari Mamoru (猪狩守?)

Az Akacuki Egyetemi Középiskola ászdobója.
- Jabe Akio (矢部明雄?)

Külső védő, aki a Kósien döntőjébe jutó Pawafuru Középiskola csapatának tagja. Szemüveges, gyakran biggyeszti a „janszu” (〜やんす) szócskát a mondatai végére. Jabe Hirojuki japán komikusról mintázták.
- Toi Tecuo (戸井鉄男?)

Első védő, aki a Kósien döntőjébe jutó Pawafuru Középiskola csapatának tagja. Az összes képessége a legmagasabb, „A” szinten van, valamint az ütőereje is a maximális (255), ezzel az addigi legerősebb szereplő a sorozatban.

### Egyéb szereplők
- Szatake (佐竹?)

Annak a csapatnak és játékosfigyelője, melyhez a főhős csatlakozni szeretne.
- Dr. Daidzsóbu (ダイジョーブ博士?)

Őrült tudós, aki ebben az epizódban műtétekkel a főhős képességeit tudja erősíteni.

## Fogadtatás
A Kaimaku-bant 30/40-es, míg a Kettei-bant 28/40-es összpontszámmal értékelték a Famicú japán szaklap írói.
A Kaimaku-banból a megjelenésének évében 550 838 példányt adtak el Japánban, ezzel az év tizenkilencedik legkelendőbb játéka volt. A Kettei-banból 284 892 példányt adtak el Japánban, ezzel az 1999-es év hetvenegyedik legkelendőbb játéka volt. A Kaimaku-ban elnyerte PlayStation Awards-díjátadó aranydíját, mivel több mint 500 000 példányt szállítottak le belőle.

## További információ
- A sorozat weboldala (japánul)